# Rafinoza
Rafinoza – organiczny związek chemiczny z grupy węglowodanów będący trisacharydem zbudowanym z glukozy, fruktozy i galaktozy, według nomenklatury chemicznej nazywany jest galaktozylo-(1, 6)-glukozylo-(1, 2)-fruktofuranozydem o wzorze sumarycznym C18H32O16. W postaci uwodnionej krystalizuje, tworząc igły. Rozpuszcza się w wodzie i metanolu, jest nierozpuszczalny w eterze dietylowym. Występuje w wielu roślinach np. w nasionach bawełny, a w małych ilościach w burakach cukrowych i soi.